# Kruis voor Oorlogsvrijwilligers (Frankrijk)
Het Kruis voor Oorlogsvrijwilligers (Frans: Croix du combattant volontaire) is een Franse onderscheiding. Het kruis werd ingesteld ter vervanging van de in 1920 ingestelde gesp op het lint van de Herinneringsmedaille aan de Oorlog 1914-1918.
Na de Tweede Wereldoorlog werd opnieuw een Kruis voor Oorlogsvrijwilligers ingesteld. Dat werd het Kruis voor Oorlogsvrijwilligers 1940-1945 (Frans: Croix du combattant volontaire 1940-1945) genoemd. Het oudere kruis werd voortaan, om verwarring te voorkomen, het Kruis voor Oorlogsvrijwilligers 1914-1918 (Frans: Croix du combattant volontaire 1914-1918) genoemd.
Het tweede kruis heeft een afwijkend lint dat het spiegelbeeld van het eerste lint is. Later kwamen er nog drie uitvoeringen van het kruis en een Kruis voor Oorlogsvrijwilligers 1939-1945. De kruisen lijken sterk op elkaar. Men is steeds blijven variëren op het oorspronkelijke ontwerp van Frédéric de Vernon en het in 1920 gekozen lint.
Zoals in Frankrijk gebruikelijk is komen personen die voor een misdrijf werden veroordeeld niet voor het Kruis voor Oorlogsvrijwilligers in aanmerking. De medaille werd op de linkerborst gedragen. Wanneer men op uniformen geen modelversierselen droeg was een kleine rechthoekige baton in de kleuren van het lint voorgeschreven. De medaille werd ook als miniatuur met een doorsnede van 19 millimeter gedragen op bijvoorbeeld een rokkostuum.
Voor het Franse leger dat uit een kern van beroepsmilitairen bestond en werd aangevuld met dienstplichtigen waren de vrijwilligers van groot belang. In 1870, in 1940 en tijdens de Vietnam-oorlog leed Frankrijk een gevoelige nederlaag.
In de Eerste Wereldoorlog kwam het, vooral in 1917 bijna tot een nederlaag. Daarom was er alle reden om die Fransen die vrijwillig tot de krijgsmacht toetraden te eren.
Het kruis vertoont op de voorzijde een infanterist uit de Eerste Wereldoorlog maar deze onderscheiding werd ook aan de vrijwilligers die in dienst traden van de Franse marine en, na de Eerste Wereldoorlog, de luchtmacht uitgereikt.

## Het Kruis voor Oorlogsvrijwilligers 1914-1918

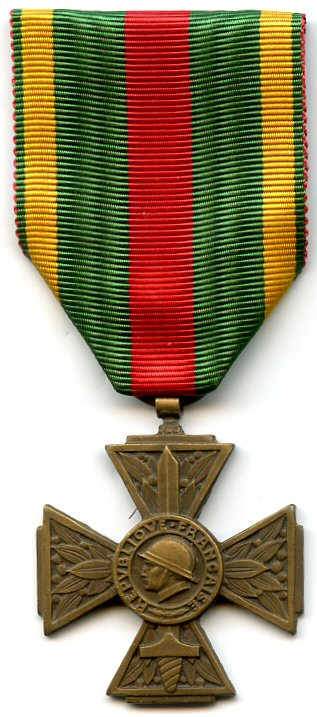
Het Kruis voor Oorlogsvrijwilligers 1914-1918

Het Kruis voor Oorlogsvrijwilligers werd op 28 november 1935 op verzoek van verenigingen van veteranen ingesteld door president Albert Lebrun.
Veel oud-strijders waren ontevreden met het bestaande eerbewijs voor de oorlogsvrijwilligers, de witmetalen gesp met het opschrift "ENGAGE VOLONTAIRE" op het lint van de op 20 juni 1920 ingestelde Herinneringsmedaille aan de Oorlog 1914-1918. Na zeventien jaar van petities en overleg met verenigingen van oud-strijders werd tot vervanging van de gesp voor Vrijwillige Strijders besloten.
De medaille viel onder verantwoordelijkheid van de "Ministre des Anciens combattants" Henri Maupoil, politiek verantwoordelijk voor een speciaal voor het behartigen van de belangen van de veteranen ingesteld ministerie. De voordrachten werden door een commissie beoordeeld en er was tegen hun oordeel een beroepsprocedure voorzien.

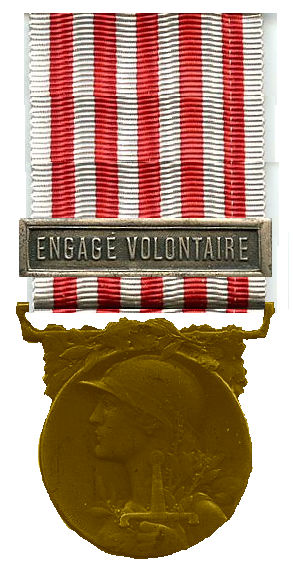
Herinneringsmedaille aan de Oorlog 1914-1918 met de gesp die bij de veteranen niet in de smaak viel.

Voorwaarde voor toekenning was dat men zich vrijwillig voor dienst aan het front had gemeld. Deze vrijwilligheid werd in de stichtingswet sterk benadrukt; men moest bewijzen dat men geen enkele verplichting (zoals leeftijd of bijzondere omstandigheden) kon hebben gehad om zich voor het leger of de marine te melden én men moest bewijzen dat men als frontstrijder was geregistreerd. Men moest ook langere tijd aan het front hebben verbleven, Dat kon men aantonen door de stempels en aantekeningen in zijn militaire pas te laten zien.
De wet van 4 juli 1935 bepaalde dat ook de nog levende vrijwilligers van de Frans-Duitse Oorlog in 1870-1871 nu alsnog voor een Kruis voor Oorlogsvrijwilligers in aanmerking zouden komen. Na de verpletterende nederlaag tegen het Duitse leger, de val van keizer Napoleon III en de daaropvolgende Burgeroorlog in Parijs waren in Frankrijk geen onderscheidingen ingesteld om de soldaten van die verloren oorlog te eren.
De veteranen van 1870 hebben, bij gebrek aan een officieel eerbewijs van de Franse Republiek, lange tijd particuliere onderscheidingen gedragen. Dit gemis aan officiële erkenning werd pas in 1911 goedgemaakt met de instelling van een officiële decoratie, de Herinneringsmedaille aan de Oorlog van 1870-1871.
Het verwerven van het Kruis voor Oorlogsvrijwilligers geldt als een oorlogsverdienste en maakt de drager een "titulaire de guerre". De dragers kwamen dan ook in aanmerking voor een hogere onderscheiding door opname in het prestigieuze Legioen van Eer of de Nationale Orde van Verdienste. Ieder jaar werd bij het vaststellen van de nieuwe benoemingen in het Legioen van Eer rekening gehouden met een vast aantal te decoreren oud-strijders, het zogenaamde "contingent" dat met dit kruis gedecoreerd moest worden. Zij kwamen eveneens in aanmerking voor de Militaire Medaille.
Het kruis werd aan een groen lint met een brede rode baan in het midden en twee gele strepen langs de zijkant op de linkerborst gedragen. De kleuren zijn die van het Legioen van Eer (rood) en de Militaire Medaille (geel en groen). Op het lint werden geen gespen gedragen.
Men droeg het kruis op de linkerborst na de Medaille voor ontsnapte Krijgsgevangenen (Frans: "Médaille des évadés") maar vóór het Kruis voor Oorlogsvrijwilligers 1940-1945 op de linkerborst. Van de dragers is niemand meer in leven.

## Kruis voor Oorlogsvrijwilligers 1870-1871
De Wet van 4 juli 1935 bepaalde dat vrijwilligers van de Frans-Duitse Oorlog in 1870-1871 ook voor een Kruis voor Oorlogsvrijwilligers in aanmerking zouden komen. Van deze mannen waren na 64 jaar nog slechts weinigen in leven. Zij kregen hetzelfde kruis en lint als de vrijwilligers uit de Eerste Wereldoorlog, met dien verstande dat op de keerzijde van het kruis de jaartallen 1914-1918 werden vervangen door 1870-1871.

## Kruis voor Oorlogsvrijwilligers 1939-1945
De Wet van 4 februari 1953, bepaalde dat vrijwilligers van de Tweede Wereldoorlog die voor Frankrijk van 1939 tot 1945 heeft geduurd ook voor een Kruis voor Oorlogsvrijwilligers in aanmerking zouden komen.  Zij kregen hetzelfde kruis en lint als de vrijwilligers uit de Eerste Wereldoorlog, met dien verstande dat op de keerzijde van het kruis de jaartallen 1914-1918 werden vervangen door 1939-1945.
Het lint is het spiegelbeeld van dat van het Kruis voor Oorlogsvrijwilligers 1914-1918. Het is rood met een groene baan in het midden en twee gele strepen langs de kant.
De onderscheiding geldt als een oorlogsverdienste en maakt de drager een "titulaire de guerre". De dragers komen dan ook in aanmerking voor een hogere onderscheiding door opname in het prestigieuze Legioen van Eer of de Nationale Orde van Verdienste. Zij kwamen eveneens in aanmerking voor de Militaire Medaille.
Het kruis wordt op de linkerborst gedragen. De kleuren zijn die van het Legioen van Eer (rood) en de Militaire Medaille (geel en groen). Op het lint worden gespen gedragen.
Men droeg het kruis na het Kruis voor Oorlogsvrijwilligers 1940-1945 maar vóór de Luchtvaartmedaille op de linkerborst.

## Kruis voor Oorlogsvrijwilligers in de jaren 1953-1983
Na de Tweede Wereldoorlog is Frankrijk bij meerdere gewapende conflicten betrokken geweest.
Het Decreet van 8 september 1981 bepaalde dat vrijwilligers in het Franse leger, wanneer zij betrokken waren bij de gevechten in Tunesië tussen 1 januari 1952 en 20 maart 1956 en in Marokko tussen 1 juni 1953 en 2 maart 1956 het Kruis voor Oorlogsvrijwilligers met een gesp "AFRIQUE DU NORD" (Noord-Afrika) op het lint zouden ontvangen. Het ging hier nog om hetzelfde kruis en hetzelfde lint dat voor de vrijwilligers in de Tweede Wereldoorlog werd gebruikt. De onderscheiding kreeg ook geen nieuw statuut of nieuwe naam zodat sommige Fransen die veel te jong zouden zijn geweest om in de Tweede Wereldoorlog dienst te nemen tòch het Kruis voor Oorlogsvrijwilligers met op de keerzijde de data 1939-1945 dragen. Het verschil met de veteranen uit die oorlog is de gesp.
De genoemde conflicten ontstonden in het kader van de dekolonisatie van het uitgebreide Franse koloniale rijk in Afrika. 
Tunesië en Marokko waren Franse protectoraten.
Het kruis wordt op de linkerborst gedragen. De kleuren zijn die van het Legioen van Eer (rood) en de Militaire Medaille (geel en groen). 
Men draagt het kruis na het Kruis voor Oorlogsvrijwilligers 1940-1945 maar vóór de Luchtvaartmedaille op de linkerborst.

## Het huidige Kruis voor Oorlogsvrijwilligers
In 1983 werd een Kruis voor Oorlogsvrijwilligers ingesteld dat niet langer aan een conflict in het bijzonder gerelateerd was. De voorzijde en ook het lint bleven gelijk aan het in 1953 ingestelde model, maar de keerzijde werd nu vlak. Op het lint wordt bij iedere uitreiking een gesp bevestigd met daarop de naam van het gebied waar de vrijwilliger dienstdeed.
Het lint kan de gespen "1939-1945" (1981); "COREE" (Korea) (1981); "INDOCHINE" (1981) en/of "AFRIQUE DU NORD" (1988) en sinds 2007 "MISSIONS EXTÉRIEURES" dragen.

## De vormgeving van het Kruis voor Oorlogsvrijwilligers
Op het door Frédéric de Vernon ontworpen bronzen kruis is binnen een ring met het opschrift "REPUBLIQUE FRANCAISE", een soldaat uit de Eerste Wereldoorlog, een "poilu", afgebeeld. De vier armen van het kruis zijn met een zwaard en lauweren versierd. Het kruis van na de Tweede Wereldoorlog toont een soldaat met de helm uit de Eerste Wereldoorlog, ook al werd in het Franse leger inmiddels een andere helm gedragen.
Op de keerzijde staat het opschrift "COMBATTANT VOLONTAIRE 1914-1918", "COMBATTANT VOLONTAIRE 1939-1945", .
Bij het Kruis voor de Vrijwilligers van het Verzet is de soldaat vervangen door een Kruis van Lotharingen.
Op de keerzijde staat het opschrift "COMBATTANT VOLONTAIRE RESISTANCE".

## De vormgeving van het Kruis voor de Vrijwilligers van het Verzet
Het Kruis voor de Vrijwilligers van het Verzet (Frans: "Croix du combattant volontaire de la Résistance") is een onderscheiding voor het Franse verzet. De dragers mogen zich "Combattant volontaire de la Résistance" noemen.
De titel Combattant volontaire de la Résistance kan worden toegekend aan elke persoon die vóór 6 juni 1944 gedurende ten minste drie maanden in een door de vijand bezet gebied,
- deel uitmaakte van de Strijdkrachten van Binnenlandse Zaken;
- deel uitmaakte van een erkende organisatie van strijdende Franse troepen;
- deel uitmaakte van een door de bevoegde minister, op voorstel van de Nationale Commissie van het Franse verzet, erkende verzetsgroep.

Op de bovenstaande voorwaarden konden uitzonderingen worden gemaakt voor verzetslieden die in verband met verzetsdaden  werden gedood of verwond en in aanmerking kwamen voor toekenning van een militair pensioen wegens invaliditeit of overlijden.
In een Wet van 25 maart 1949 werd al een Medaille voor Vrijwilligers in het Verzet ingesteld. Van een uitwerking van deze wet is het niet gekomen. De Wet van 15 april 1954 maakte dat verzuim goed. Wie een bepaalde pas, de "carte de combattant volontaire de la résistance", ingesteld in 1949, bezit heeft volgens de wet ook recht op deze onderscheiding. In Frankrijk zijn 261 780 van deze kaarten uitgegeven.
Het Kruis voor de Vrijwilligers van het Verzet komt enigszins overeen met het Nederlandse Verzetsherdenkingskruis. Frankrijk heeft zijn verzetslieden uitgebreid geëerd met kruisen en medailles. Nederland heeft dat op verzoek van het georganiseerde verzet nagelaten. Het Nederlandse Verzetskruis is daarom slechts aan één levende verzetsstrijder toegekend. De andere 93 benoemingen waren postuum.
De dragers waren indertijd allen kandidaten voor het Kruis voor Oorlogsvrijwilligers 1939-1945 en die voor het Legioen van Eer waarvoor een contingent benoemingen van oud-verzetsstrijders is vastgesteld. De beoordeling van hun toelating tot de rijen van de Combattants volontaires de la Résistance was aan de militaire autoriteiten.
In de Wet van 3 april 1955 werd vastgelegd dat er geen nieuwe benoemingen in behandeling zouden worden genomen. In de Wet van 10 mei 1989 kwam men tijdens de regering van President François Mitterrand op die beslissing terug. Een groot aantal tijdens de oorlog gedeporteerde Fransen, gefusilleerden en tijdens verzetsdaden gewonde burgers, heeft, al dan niet postuum, recht op het kruis.
De beoordeling van de kandidaturen is nu aan civiele autoriteiten, het Office National des Anciens Combattants (O.N.A.C.).
Op de keerzijde is het Kruis van Lotharingen, symbool van de Vrije Fransen onder de latere Franse president Charles De Gaulle en de Orde van de Compagnons van de Bevrijding afgebeeld met de tekst "Combattant volontaire résistance".
Men is het door Frédéric de Vernon ontworpen bronzen kruis uit 1923 blijven gebruiken. De vier armen van het kruis zijn met een zwaard en lauweren versierd. Het kruis van Lotharingen was een symbool van de Vrije Fransen
Op de keerzijde staat het opschrift "COMBATTANT VOLONTAIRE RESISTANCE".
Het Kruis voor de Vrijwilligers van het Verzet is in rang officieel gelijkgesteld aan het Croix du combattant en hoger in aanzien dan het Kruis voor Oorlogsvrijwilligers (Frans: "Croix du combattant volontaire") voor vrijwilligers in het leger.